# Усть-Чарыш
Усть-Чарыш — село в Усть-Пристанском районе Алтайского края. Входит в состав Усть-Пристанского сельсовета.

## География
Расположено на правом берегу реки Чарыш, вблизи места её впадения в реку Обь. Абсолютная высота — 146 метров над уровнем моря.

## История
Основано в 1780 году. В 1926 году в Усть-Чарыше имелось 295 хозяйств и проживало 1498 человек (745 мужчин и 753 женщины). В национальном составе населения того периода преобладали русские. Действовали школа I ступени и лавка общества потребителей. В административном отношении являлось центром Усть-Чарышского сельсовета Пристанского района Бийского округа Сибирского края.

## Население
| 1926 | 1997 | 1998 | 1999 | 2000 | 2001 | 2002 | 2003 | 2004 | 2005 | 2006 |
| ---- | ---- | ---- | ---- | ---- | ---- | ---- | ---- | ---- | ---- | ---- |
| 1498 | ↘175 | ↘164 | ↗167 | ↘157 | ↘156 | ↘149 | ↘141 | ↘139 | ↘134 | ↘124 |
| 2007 | 2008 | 2009 | 2010 | 2011 | 2012 | 2013 |      |      |      |      |
| ↘121 | ↘112 | ↘108 | ↘91  | ↘89  | ↘72  | ↘64  |      |      |      |      |

Национальный состав
Согласно результатам переписи 2002 года, в национальной структуре населения русские составляли 100 %.